# فانيلاكيبفيرل
فانيلاكيبفيرل هو بسكويت صغير على شكل هلال يصنع في الأصل من الجوز لكن يمكن أيضًا استخدام اللوز أو البندق ويتم رش عليها سكر الفانيليا، تشتهر في جميع أنحاء أوروبا.